# Хлоропреновый каучук

Хлоропреновый каучук (CR, полихлоропрен, в СССР использовалось название «совпрен», «севанит», «наирит», в западных странах распространён эпоним «неопрен», также известен как байпрен, бутахлор, скайпрен) — разновидность синтетического каучука, полимер хлоропрена. Промышленный метод синтеза CR — полимеризация в водной эмульсии: n(H2C=CCl−CH=CH2) → (−H2C−CCl=CH−CH2−)n.

## Свойства
Хлоропреновый каучук — эластичная светло-жёлтая масса. Основные свойства: хорошая стойкость к открытому огню; отличная адгезия (способность склеиваться) к тканям и металлам; очень хорошая стойкость к атмосферному воздействию, озоностойкость и стойкость к естественному окислению; хорошая стойкость к истиранию и низкой температуре.
Хлоропреновый каучук кристаллизуется при растяжении, благодаря чему ненаполненные резины на его основе имеют высокую прочность. При наполнении CR этот показатель резин в некоторых случаях снижается, однако другие ценные свойства, например сопротивление раздиру и бензостойкость, как правило, улучшаются.
Ограниченная стойкость при низкой температуре. Водонепроницаем, эластичен.
Цвет — обычно чёрный, реже — тёмно-коричневый или серый.
Неопрен может использоваться при температурах от −55 °C до +90 °C, однако реальный температурный диапазон зависит от конкретного химического состава материала. Неопрен стоек к воздействиям солнечного света и химически активным нефтепродуктам. Это делает его хорошим материалом для применения в качестве оболочки во внешних кабельных системах. Диэлектрические свойства неопрена не столь хороши, как у других материалов, поэтому обычно используют утолщённую оболочку изолятора.

## Формула строения
```
           Cl      
 
 
 
  Cl      
 
 
 
  Cl      
 
 
 
  Cl
           |       
 
 
 
  |       
 
 
 
  |       
 
 
 
  |               
...−CH
2
−CH=C−CH
2
−CH
2
−CH=C−CH
2
−CH
2
−CH=C−CH
2
−CH
2
−CH=C−CH
2
−...
```

## Применение
Производство резинотехнических изделий: конвейерных лент, приводных ремней, рукавов, шлангов, водолазных костюмов, электроизоляционных материалов, технических пластин. Из CR изготовляют также оболочки проводов и кабелей, защитные покрытия. Важное промышленное значение имеют клеи из CR, в частности клей 88 и хлоропреновые латексы.

### В водолазном деле
В 1953 году основатель компании Beuchat International Жорж Бюша изобрёл первый в мире водолазный костюм на основе вспененной резины. 
Существует множество различных вариантов применения неопрена в водолазном деле и подводном плавании. 
Для гидрокостюмов мокрого типа используется обыкновенный, или пористый неопрен (то есть неопрен в своём первоначальном виде). Для изготовления гидрокостюмов сухого типа чаще всего используется прессованный неопрен (или неопрен, поры которого частично или полностью раздавлены), что увеличивает надёжность и уменьшает плавучесть гидрокостюма. 
Для подводной охоты используют обыкновенный неопрен, но с т. н. срезанной порой, то есть на изнаночной стороне гидрокостюма имеются не закрытые, а срезанные поры, за счёт чего материал как на «присосках» прилипает к телу, в результате чего уменьшается циркуляция воды внутри костюма, и подводному охотнику становится теплее.

### В промышленности
Неопрен — это химически инертный материал, который находит своё применение в промышленности для изготовления прокладок, сальников, шлангов и коррозионностойких покрытий, также он может использоваться как звукоизоляционный материал. Горючесть неопрена ниже, чем у резины, сделанной только с использованием углеводородного сырья, поэтому он находит своё применение как покрытие для противопожарных дверей и в таких элементах военной и пожарной экипировки, как перчатки и защитные маски. Кроме того, неопрен используется в качестве оболочки для кабелей и проводов.
В автомобильной промышленности из неопрена делаются различные трубки, шланги, прокладки, уплотнительные кольца, а также средства гашения вибраций и шумоподавления.
Также неопрен используется в строительстве в качестве прокладки при опирании железобетонных балок на ж/б колонну.

### Неопрен в потребительских товарах
Неопрен приобрёл большую популярность как материал для изготовления галантерейных изделий, в основном — разнообразных чехлов. Из неопрена изготовляют защитные чехлы для ноутбуков, планшетов, электронных книг, телефонов, фотоаппаратов, для чехлов дорожных чемоданов, для чехлов сидений автомобилей.

### Неопрен в медицине
Неопрен широко применяется в медицинской практике, в качестве материала для изготовления ортопедических изделий, бандажей, гипоаллергенных медицинских перчаток, корсетов, поясов для похудения и напульсников — везде, где требуется фиксация и поддержка проблемных участков тела, а также используется в спортивной медицине, для восстановительного лечения.

### Неопрен в спорте
Защитная экипировка из неопрена широко используется в экстремальных видах спорта, таких как страйкбол, пейнтбол, альпинизм, а также в парусном спорте, пляжном волейболе. Помимо этого из неопрена изготавливают защитную экипировку для различных единоборств.
Изделия из неопрена также используются в конном спорте — из него изготавливаются подпруги, ударопоглощающие подушки, подушки для езды без седла.
Из неопрена изготавливается туристическая экипировка — непромокаемая обувь, перчатки, носки. Особенно широко неопреновые изделия используются в водном туризме.
Также неопрен применяют для покрытия гантелей небольшого веса для занятий силовой аэробикой.

## Производители
- EMKA Beschlagteile GmbH
- обычно продают под торговой маркой Неопрен (Neopren® DuPont), раньше Dupren
- Baypren® Lanxess AG
- АО «Наирит» (Ереван)